# زئوروپا
زئوروپا آهنگی از گروه راک ایرلندی یوتو است و اولین آهنگ از آلبوم سال ۱۹۹۳ آنها به همین نام است. این آهنگ حاصل ترکیب دو قطعه موسیقی بود که اولین مورد در استودیو طراحی شد و دومی ضبط صدا از یکی از تورهای کنسرت گروه بود که توسط گیتاریست دیوید هاول ایوانز کشف شد. اشعار توسط خواننده اصلی بونو نوشته شده‌است و دو شخصیت را در یک شهر روشن در یک نسخه آینده نگرانه از جامعه اروپایی توصیف می‌کند. برخی از اشعار این آهنگ مستقیماً از شعارهای تبلیغاتی گرفته شده‌است، و همچنین عبارت «رؤیای بلند» را که در رسانه‌های دیگر U2 ظاهر شده‌است، وجود دارد. این آهنگ به چندین موضوع، از جمله سردرگمی اخلاقی و آینده جامعه اروپایی اشاره کرد.
ضبط‌های تبلیغاتی این آهنگ در ایالات متحده و مکزیک منتشر شد و این آهنگ مدت کوتاهی پس از انتشار آن در سال ۱۹۹۳ در دو نمودار رکورد ظاهر شد. این آهنگ به‌طور خلاصه در سه برنامه در تور تلویزیونی باغ وحش U2 در سال ۱۹۹۳ اجرا شد. گروه در اجرای آن در سال ۱۹۹۳ با مشکلاتی روبرو شد و تا قبل از تور U2 360° در سال ۲۰۱۱ دوباره اجرا نشد.
ضبط این آهنگ عمدتاً مورد استقبال مثبت منتقدان قرار گرفت و آنها آن را به عنوان آهنگ افتتاحیه آلبوم تحسین کردند.